# Zaznavanje spola na delovnem mestu
Odnosi med spoloma na delovnem mestu so v zahodni kulturi razumljeni kot spolno nevtralni , , vseeno pa je spol pomemben dejavnik, ki vpliva na razlike v zaznavanju med posamezniki . V organizaciji se v sklopu sistema organizacijske klime, oblikujejo tudi prepričanja o vedenjih, ki se jih na delovnem mestu pripisuje določenemu spolu ter prepričanja o enakosti in neenakosti.

### Prepričanja v organizaciji
Vsak posameznik ima lastno osebno identiteto, ki jo prinaša v organizacijo, in je v organizaciji tudi oblikovana glede na osebne identitete drugih . Osebna identiteta vpliva na oblikovanje interpretacij in norm, ki se v svojih učinkih razlikujejo. Interpretacije in norme, ki si jih med seboj delijo sodelavci, oblikujejo predstave o maskulinosti in femininosti, ki so značilne za določeno delovno organizacijo . Femininost in maskulinost sta socialna in ne biološka koncepta. Gre za spolno identiteto posameznika oz. stopnjo občutka ženskosti ali moškosti pri posamezniku, glede na to kako je v družbi definiran moški in kako ženska. Od rojstva naprej v socialnih situacijah oz. v interakciji s pomembnimi drugimi (starši, vrstniki in izobraževalci) oblikujemo pomen spola. Moški se po navadi definirajo z moškimi in ženske z ženskimi lastnostmi, ker pa so to socialne definicije je seveda možno, da se moški dojemajo kot ženstvene in ženske kot možate. Raziskave so pokazale, da se znotraj spola pojavlja večja variabilnost v temperamentu, kot med spoloma in vpliv socializacije na razlike v temperamentu med spoloma je večji, kot vpliv prirojenih spolnih razlik. Kar potrjuje, da feminine in maskuline lastnosti ne izvirajo iz dejanskih razlik med spoloma, ampak iz definicij spola, ki jih je oblikovala družba.
Moški običajno delujejo v skladu z maskulinimi značilnostmi, kar vpliva na dinamiko dela in vzpodbuja maskuline lastnosti na delovnem mestu. V zahodni kulturi kot te moške lastnosti definiramo agresivnost, tekmovalnost, odločnost, samostojnost, ambicioznost, dominantnost. Ob zavzemanju za maskuline lastnosti in dajanju večje pomembnosti le-tem, pa feminine lastnosti (sodelovalnost, pasivnost, občutljivost za druge, altruizem in toplina) ostanejo v ozadju, kar pa lahko povzroči, da ženske, ki večkrat posedujejo feminine lastnosti, začnejo dvomiti v svoje sposobnosti, saj so njihove lastnosti v organizacijah v ozadju .
Ljudje se pri obnašanju zavedajo, da bo njihovo vedenje ocenjevano, glede na to ali je ustrezno feminino ali maskulino. Takšna normativna prepričanja o moških in ženskah se razlikujejo glede na časovno obdobje, etnično skupino in socialno situacijo. Ravno zato, je spol pomemben vidik socialne interakcije . V družbi je nezaželeno ločevanje lastnosti glede na predsodke in stereotipe in ko zavestno razmišljamo o tem so naša stališča enakopravna. Vendar, ko je naša pozornost usmerjena drugam, so naše percepcije oblikovane nezavedno in naše delovanje avtomatično. Spolni stereotipi so sestavljeni iz več ločenih komponent: osebnostne lastnosti, zunanji videz, vedenjske vloge in poklici. V raziskavi, kjer so udeleženci ocenjevali stopnjo izraženosti osebnostnih lastnosti pri povprečnem predstavniku spola se je pokazalo, da udeleženci povprečnemu moškemu pripisujejo visoko izražene značilnosti kot so: agresivnost, moč, želja po tveganju, tekmovalnost, dominantnost, samostojnost, odločnost in atletskost. Lastnosti povprečne ženske pa so skrbnost, obzirnost, prilagodljivost, tečnarjenje, občutljivost in zaskrbljenost. Raziskava kot mnoge druge potrjuje prisotnost stereotipov o moških in ženskih osebnostnih lastnostih. 
Spolna neenakost se ohranja in krepi z interakcijo med sodelavci in med posamezniki na različno visokih položajih v organizaciji, na formalen ali neformalen način . Interpretacije in norme, ki so lastne vsaki organizaciji pomagajo tudi zmanjševati zapletenost odnosov in omogočajo lažje odločanje v organizaciji .

### Neenakost na delovnih mestih
Spolna tipizacija je lahko močnejša ali šibkejša, bolj ali manj obširna in bolj ali manj neenaka, v nekaterih primerih pa lahko tudi nepomembna . Problem spolne tipizacije ni sistem, ki dela razlike med spoloma, ampak sistem, ki dela razlike v moči. Moški imajo na delovnih mestih večjo socialno moč pri odločanju, dobijo več pozornosti, opravljajo zanimivejše delo, imajo višji socialni status in več prostega časa v primerjavi z ženskami na istem delovnem mestu .
Spol igra v socialnih združenjih pomemben kriterij socialne diferenciacije in strukture : delovne pozicije so spolno tipizirane, plače variirajo glede na spol, moški in ženske se razlikujejo v odsotnosti z dela ,, ženske imajo slabše možnosti vzpostavljanja poslovnih stikov, težje si poiščejo mentorja , tipično moške dejavnosti so višje cenjene . Ti dejavniki ovirajo njihovo učenje, to pa jim lahko prepreči uresničiti njihove potenciale .
Glick je ugotovil, da je najboljši napovednik uglednosti delovnega mesta stopnja povezanosti z maskulinimi lastnostmi. Pri višini plače največji del variance (razpršenosti) pojasni stopnja izraženih maskulinih lastnosti, ki je potrebna na določenem delovnem mestu. Z višino plače pa se negativno povezuje procent žensk, ki delajo na tem delovnem mestu.
V organizacijah na večji delež moških na višjih (in vodilnih) položajih vplivajo tudi same predpostavke, ki jih delavci v organizacijah oblikujejo: tisti, ki so lahko bolj predani samo delu, so boljši delavci in jim večje odgovornosti in avtoriteta bolj ustrezata, kot tistim delavcem, ki imajo poleg dela še več obvez . 
Ženske na vodilnih položajih običajno preoblikujejo obstoječe spolne vloge s tem, da se trudijo zakriti svojo femininost fizičnega izgleda, pri vodenju pa ohranjajo svojo feminin tip s poudarkom na skrbi, komunikaciji in empatiji .
Pri uveljavljanju avtoritete imajo ženske v primerjavi z moškimi več težav, ki so posledica dveh dejavnikov. Z manjšo verjetnostjo zavzamejo vodilne položaje, ki ponujajo možnost uveljavljanja moči, poleg tega pa imajo ob zavzetju vodilnega mesta v primerjavi z moškimi manj moči ne glede na področje svojega dela .
Posamezniki na te razlike med spoloma običajno niso pozorni. Čeprav se razlike med spoloma manjšajo, so še vedno prisotne na vseh področjih . Prihaja do razhajanj med teorijo in prakso: med tem kaj mislimo, da delajo ženske in moški na delovnih mestih, in med tem kaj dejansko delajo. Takšno razhajanje ohranja prepričanje, da do razlik ne prihaja, saj v sami praksi posamezniki na razlike velikokrat niso več pozorni . 
V raziskavi francoskih avtorjev so rezultati pokazali, da se višina plače in čas, ki ga imajo moški na voljo za delo, zmerno pozitivno povezujeta. Pri ženskah pa je bila ta povezava ničelna ali negativna, kar pomeni, da tudi razpoložljivost časa ni igrala pomembne vloge pri višini plače. Razloge za to najdemo, da ženske v večji meri zasedajo delovna mesta, kjer napredovanje ni mogoče, zato v teh primerih čas, ki ga imajo na voljo, ne vpliva na razvoj njihove kariere  . Pri delovnih mestih z večinskim deležem žensk, je plača ne glede na področje dela, manjša, v primerjavi z istim področjem dela z večinskim deležem moških delavcev, glede na višino povprečne plače v posamezni državi .
Čas, ki ga ženske namenijo delu se skozi različna življenjska obdobja razlikuje. Ženske največ časa delu posvetijo v zgodnjih 20-ih letih in po 40-emu, zaradi teh razlik med razpoložljivostjo oziroma zasedenostjo, pa za organizacije niso nikoli prave starosti za zaposlitev .

### Spolna nevtralnost ″idealnega delavca″
Pod spolno nevtralnost organizacije štejejo pričakovanja, ki naj bi se jih vsi držali enako: čas prihoda v službo, čas za kosilo, dolžina časa za kosilo, delovne naloge, ki se jih opravlja na določenem delovnem mestu, določeno število ur na dan, ki jih preživiš v službi, itd. . 
Pričakovanja, ki jih organizacija oblikuje naj bi bila spolno nevtralna, torej enaka za vse, pa to ni res ,. Pomembno vlogo imajo pri tem nadrejeni, saj imajo že pri oblikovanju novega delovnega mesta v mislih določen spol, ki mu različno dobro ugajajo določena pričakovanja (plača, organizacija dela, pogoji dela) ,.
Organizacije s svojimi pričakovanji oblikujejo abstraktnega delavca: da bi posameznik lahko dosegel vsa pričakovanja organizacije, ne bi smel imeti nobenih obvez izven delovne organizacije ,.
Kulturno razumevanje materinske vloge je še vedno neskladno z razumevanjem ideje o idealnem delavcu , brez obveznosti izven delovnega mesta. Moški imajo zato večjo verjetnost, da dosežejo pričakovanja idealnega delavca kot ženske , saj večina žensk še vedno prevzema vodilno skrb za otroke in gospodinjska opravila , to pa posledično pomeni, da imajo več obveznosti izven delovnega okolja in manj časa .

### Mame na delovnem mestu
Zaradi neskladnih razumevanj in predstav o vlogi delavca in vlogi mame, ženske z otroki na delovnih mestih drugi ocenjujejo kot manj kompetentne in manj predane svojemu delu . Če ženska po rojstvu otroka menja službo, se pogostokrat usmeri v stroko in poklice, ki so mamam bolj prilagojeni. Te službe po navadi tudi manj plačane, kot službe, ki so jih imele pred otroki, posledično pa ne odražajo sposobnosti, izobrazbe in izkušenj, ki jih mame na delovnem mestu imajo . 
Ženske z otroki na delovnih mestih se soočajo z več slabostmi, ki jih s seboj prinašajo spolno neenake organizacije. Ženska je ocenjena kot bolj kompetentna, če nima otrok, če se vidi, da je noseča, pa jo kolegi v organizaciji ocenjujejo kot manj predano svojemu delu, manj zanesljivo, manj avtoritativno, manj racionalno, vendar pa bolj čustveno . 
Očetje, po drugi strani, pa na delovnem mestu izkusijo nekaj prednosti: drugi jih vidijo kot bolj predane delu, njihove začetne plače so višje , lažje napredujejo na delovnem mestu .

### Selekcijski intervju in zaznavanje spola
Selekcijski intervju je pri izbiri zaposlenih pogosta praksa, vendar ima svoje pomanjkljivost. Na izbiro lahko vplivajo nenadzorovane spremenljivke, ki so vezane na spraševalca ali spraševanca. Če se spraševalec osredotoči na bolj situacijske in z delovnim mestom povezane faktorje bodo odločitve pogosteje veljavnejše, kot če temeljijo predvsem na podlagi intervjuja. Ugotovljeno je bilo, da na zaposlovanje moških in žensk vpliva izraženost ženskosti in moškosti. O tem so delodajalci sklepali iz informacij o predhodnih delovnih izkušnjah. V raziskavi so udeleženci za »ženske« poklice pogosteje izbirali kandidate, ki so bili predstavljeni prototipično feminino in za »moške« službe tiste kandidate, ki so bili predstavljeni prototipično maskulino. Ženske kandidatke so bile zaznane, kot bolj maskuline, ko so omenile, da imajo pomanjkljivost oz. šibkost na nekem tipično ženskem področju in hkrati tipično zaznano moško vrlino. Ženske, ki so izpostavile, da so močne na nekem tipično ženskem področju in šibke na nekem moškem področju so bile zaznane kot feminine. Delodajalci so jih obravnavali kot bolj primerne za feminino službo. To dokazuje, da imajo šibke in močne točke kandidata, ki niso neposredno povezane s kvalifikacijo za delovno mesto, vpliv na intervju in zaznavanje kandidata.